# Villa Liliane (Baarn)
Villa Liliane aan Wilhelminalaan 9 is een gemeentelijk monument in Baarn in de provincie Utrecht. Het huis staat in het Wilhelminapark dat onderdeel is van rijksbeschermd dorpsgezicht Prins Hendrikpark e.o.
De villa met veel houtsnijwerk is in 1883 gebouwd op de hoek van de Eemnesserweg en de Veldstraat, in opdracht van de Amsterdamse scheepsbouwmeester en reder Wicher Hooite Meursing. In 1894 heeft hij de villa afgebroken en aan de Wilhelminalaan in spiegelbeeld herbouwd. In 1914 is een serre aangebouwd met een door Nico de Koo ontworpen houten interieur. 
De villa heeft gekleurd glas in de belvédère, de spits van de traptoren is verdwenen. Opvallend zijn de gebeeldhouwde stenen platen in de hal die onder andere landbouwers en een groot Amsterdams zeilschip uitbeelden. De garage achter het huis werd als baarhuisje gebruikt in de tijd dat de villa een bejaardenoord was. De torenspits werd in de zestiger jaren van de twintigste eeuw verwijderd.

## Trivia
De serie Prettig geregeld met onder anderen Peter Faber werd hier vroeger opgenomen. In de VPRO serie De Maatschap is de villa het woonhuis van de advocatenfamilie Meyer.